# Pierfrancesco Chili
Pierfrancesco Chili (né le 20 juin 1964 à Bologne, dans la province de Bologne, en Émilie-Romagne) est un pilote de moto italien.